# Кремена
О советском артисте цирка см. статью Кремена, Владимир Иванович.
Кремена (болг. Кремена) — село в Болгарии. Находится в Добричской области, входит в общину Балчик. Население составляет 134 человека.

## Политическая ситуация
Кремена подчиняется непосредственно общине и не имеет своего кмета.
Кмет (мэр) общины Балчик — Николай Добрев Ангелов (независимый) по результатам выборов в правление общины.